# Matt Chesse
Matthew Burke Chessé (født 27. oktober 1965 i San Francisco) er en amerikansk filmklipper, producer og instruktør bedst kendt for sit arbejde på flere af filminstruktør Marc Forsters film, bl.a. James Bond-filmen Quantum of Solace (2008) og dramaet Finding Neverland (2004).

## Udvalgt filmografi
- Quantum of Solace (2008)
- Drageløberen (2007)
- Stranger than Fiction (2006)
- Finding Neverland (2004)
- Monster's Ball (2001)